# Luigi Dipasquale
Luigi Dipasquale (Cerignola, 9 ottobre 1980) è un calciatore italiano, attaccante e dg della Celtica Cermenate.

## Carriera
Dopo aver iniziato la carriera fra i dilettanti (Rutigliano, Verbania, Locorotondo, Ostuni, Sangiuseppese e Gallipoli), ha giocato in Serie A con la maglia del Brescia nella stagione 2004-2005, segnando un gol in otto partite.
Successivamente gioca in Serie C1 con la maglia del Perugia e del Cittadella; in seguito milita nel Pescina Valle del Giovenco in Serie C2.
Fra il 2011 e il 2014 rimane inattivo a causa di un grave infortunio.
Dal 2014-2015 viene tesserato dall'Audace Cerignola, squadra che milita nel campionato di Prima Categoria Pugliese, di cui indossa la fascia di capitano. Il 21 settembre 2014, all'esordio in Coppa Puglia, segna una tripletta. Alla prima di campionato il 28 settembre 2014, segna una doppietta nel 3-0 al Bitetto.
Il 23 aprile 2015 alza il primo trofeo con l'Audace Cerignola, aggiudicandosi 3-0 in finale la Coppa Puglia contro i Delfini Rossoblu. Il 17 maggio 2015 vince da capitano il campionato di Prima Categoria Pugliese. Nella stagione 2015-2016, il 18 febbraio 2016 vince da capitano la Coppa Puglia di Promozione, battendo nella finale disputatasi a Gravina la squadra rivale del Fasano 1-0, segnando il gol decisivo. Tre giorni dopo l'Audace Cerignola vince il campionato di Promozione Puglia con ben 7 turni di anticipo.
Nella stagione 2016-2017 la propria squadra, l'Audace Cerignola, conquista la terza promozione consecutiva, qualificandosi per la quarta divisione, la serie D. La promozione viene conseguita in data 2 aprile, al termine della partita con il Bitonto, partita vinta per 6-1.
Viene ingaggiato a settembre 2019 dalla Virtus San Ferdinando, di San Ferdinando di Puglia che milita in Prima categoria. Il 3 ottobre segna la prima doppietta in Coppa Puglia. Nell'estate 2020 diventa giocatore e dg della Celtica Cermenate in Terza categoria.

## Palmarès

### Club

#### Competizioni regionali
- Eccellenza: 2

Gallipoli: 2003-2004
Audace Cerignola : 2016-2017
- Coppa Puglia di Prima Categoria: 1

Audace Cerignola: 2014-2015
- Campionato di Prima Categoria Pugliese: 1

Audace Cerignola: 2014-2015
- Coppa Puglia di Promozione Pugliese: 1

Audace Cerignola: 2015-2016
- Campionato di Promozione Pugliese: 1

Audace Cerignola: 2015-2016